# Litouwen op het Eurovisiesongfestival 2023

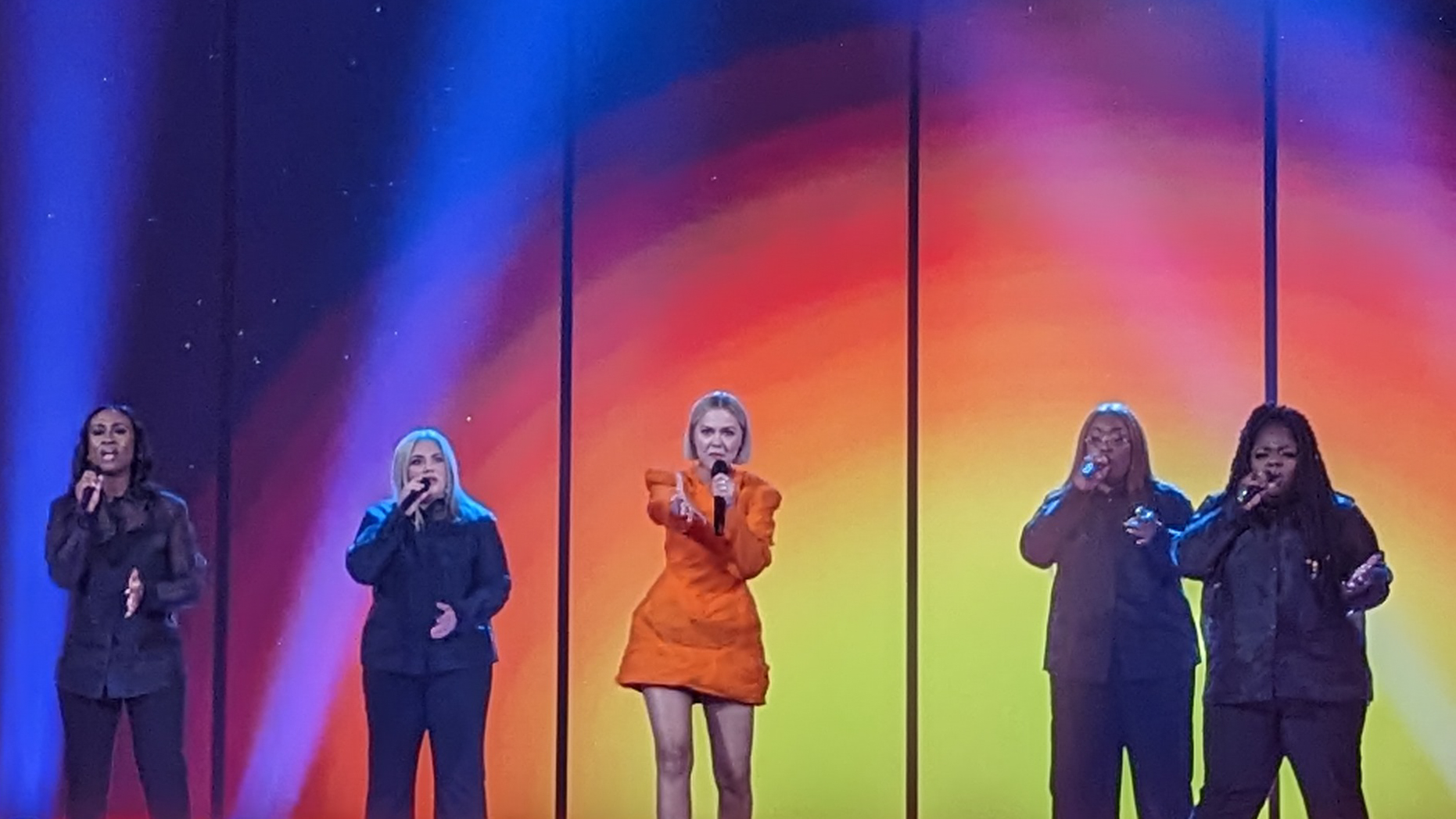
Monika Linkyte tijdens de repetities voor de finale in Liverpool.

Litouwen nam deel aan het Eurovisiesongfestival 2023 in Liverpool, Verenigd Koninkrijk, met "Stay" uitgevoerd door Monika Linkytė. De Litouwse omroep, Lietuvos radijas ir televizija (LRT), gebruikte de nationale selectie Pabandom iš naujo! 2023 om hun vertegenwoordiger te selecteren.

## Pabandom is nuajo! 2023
Pabandom iš naujo! 2023 ("Let's try again! 2023") was de nationale finale die gekozen werd om de kandidaat te kiezen voor het Eurovisiesongfestival 2023. Vijf weken lang werd er gezocht naar de kandidaat. De shows inclusief de finale op 18 februari 2023 vonden plaats in de LRT Studios in Vilnius.

### Finale
De finale vond plaats op 18 februari 2023 en bestond uit de tien gekwalificeerde artiesten. De jury bestond uit Ramūnas Zilnys (muziekrecensent), Monika Liu (vertegenwoordiger van Litouwen op het Eurovisiesongfestival 2022), Raminta Naujalytė-Bjelle (zangeres), Ieva Narkutė (singer-songwriter), Vytautas Bikus (componist en muziekproducent), Jievaras Jasinskis (lid van InCulto, vertegenwoordiger van Litouwen op het Eurovisiesongfestival 2010), Vaidotas Valiukevičius (zanger van The Roop, vertegenwoordiger van Litouwen op het Eurovisiesongfestival 2020 en 2021), Stanislavas Stavikis-Stano (singer-songwriter en muziekproducent) en Gerūta Griniūtė (tv- en radiopresentator). Naast de deelnemende inzendingen waren de Oekraïense vertegenwoordigers Tvorchi van het Eurovisie Songfestival 2023 te gast, Duncan Laurence en Monika Liu traden op als intervalacts.
| Rang | Artiest              | Liedje                  | Jury    | Jury   | Televote | Televote | Total | Plaats |
| Rang | Artiest              | Liedje                  | Stemmen | Punten | Stemmen  | Punten   | Total | Plaats |
| ---- | -------------------- | ----------------------- | ------- | ------ | -------- | -------- | ----- | ------ |
| 1    | Mario Junes          | "Do What You Do"        | 30      | 3      | 1,102    | 2        | 5     | 9      |
| 2    | MoonBee              | "Rumor"                 | 14      | 1      | 3,780    | 7        | 8     | 7      |
| 3    | Justė Kraujelytė     | "Need More Fun"         | 43      | 5      | 606      | 1        | 6     | 8      |
| 4    | Paulina Paukštaitytė | "Let Me Think About Me" | 49      | 6      | 2,910    | 5        | 11    | 5      |
| 5    | Beatrich             | "Like a Movie"          | 78      | 8      | 9,392    | 8        | 16    | 3      |
| 6    | Rūta Mur             | "So Low"                | 88      | 10     | 12,822   | 12       | 22    | 2      |
| 7    | Il Senso             | "Sparnai"               | 19      | 2      | 2,090    | 3        | 5     | 10     |
| 8    | Petunija             | "Love of My Life"       | 62      | 7      | 2,501    | 4        | 11    | 4      |
| 9    | Gabrielius Vagelis   | "Šauksmas"              | 42      | 4      | 3,085    | 6        | 10    | 6      |
| 10   | Monika Linkytė       | "Stay"                  | 97      | 12     | 12,675   | 10       | 22    | 1      |

## In Liverpool
Litouwen nam deel aan de tweede halve finale op 11 mei 2023. Litouwen trad aan als vijftiende na Albanië en voor Australië. Litouwen wist zich uiteindelijk te plaatsen voor de grote finale, waar het 11de plaats haalde, een verbetering in vergelijking met haar deelname in 2015. Litouwen verkreeg 127 punten.